# Pont de Juneau-Douglas

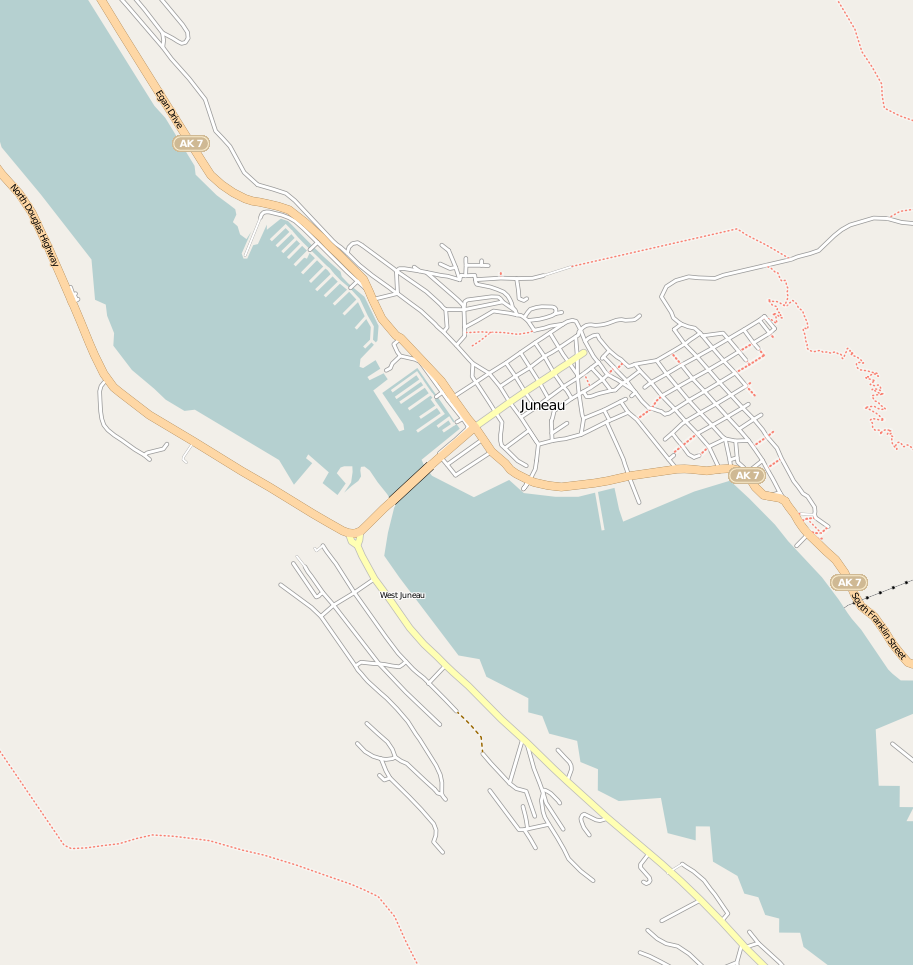
Carte représentant le pont de Juneau-Douglas et sa localisation.

Le pont de Juneau-Douglas est un pont routier situé en Alaska (États-Unis). Il relie la capitale de l'État, Juneau, à l'île Douglas, en traversant le détroit de Gastineau sur 189 mètres. Il est accessible à tout véhicule à moteur, aux piétons et aux cycles. Il s'agit de la seule voie de communication reliant la ville de Juneau, sur le continent, aux diverses communautés réparties sur l'île Douglas (5 297 habitants en 2000).
Construit en 1935, il est démoli en 1980 en même temps qu'est construite une nouvelle structure plus moderne.